# Olmeto

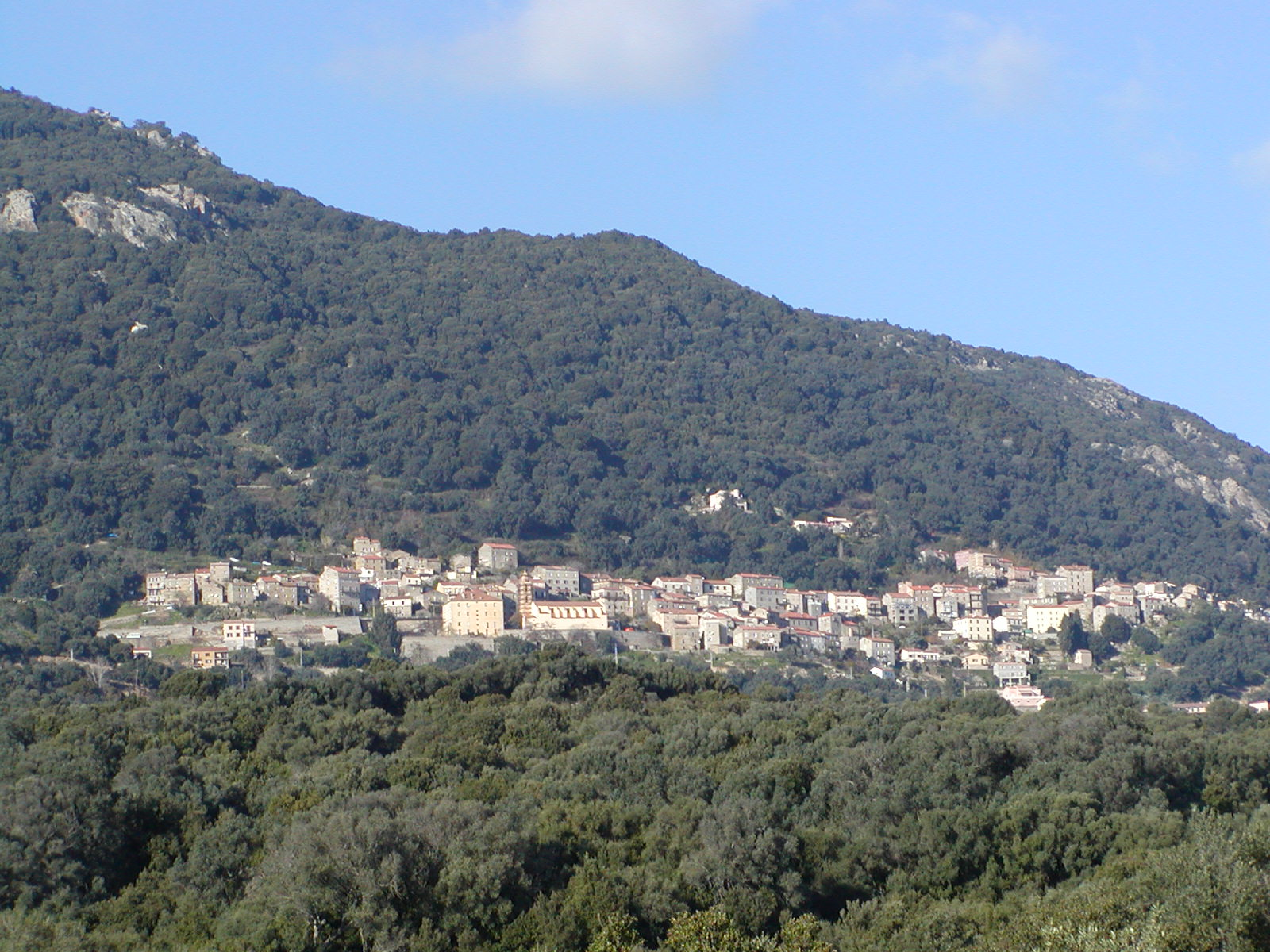
Olmeto

Olmeto (kors. Ulmetu) – miejscowość i gmina we Francji, w regionie Korsyka, w departamencie Korsyka Południowa.
Według danych na rok 1990 gminę zamieszkiwało 1019 osób, a gęstość zaludnienia wynosiła 23 osób/km².